# Kamienica przy ulicy Kuźniczej 65-66 we Wrocławiu
Kamienica przy ulicy Kuźniczej 65-66 – zabytkowa kamienica przy ulicy Kuźniczej we Wrocławiu.

## Historia
Zachowane relikty odkryte w rejonie posesji 65-66 pochodzą z XIV i XV wieku. Na działkach znajdowały się wąskie dwu lub trzyosiowe budynki w układzie szczytowym. Około 1600 roku na działce nr 65-66 wzniesiono renesansową kamienicę.

## Po 1945 roku

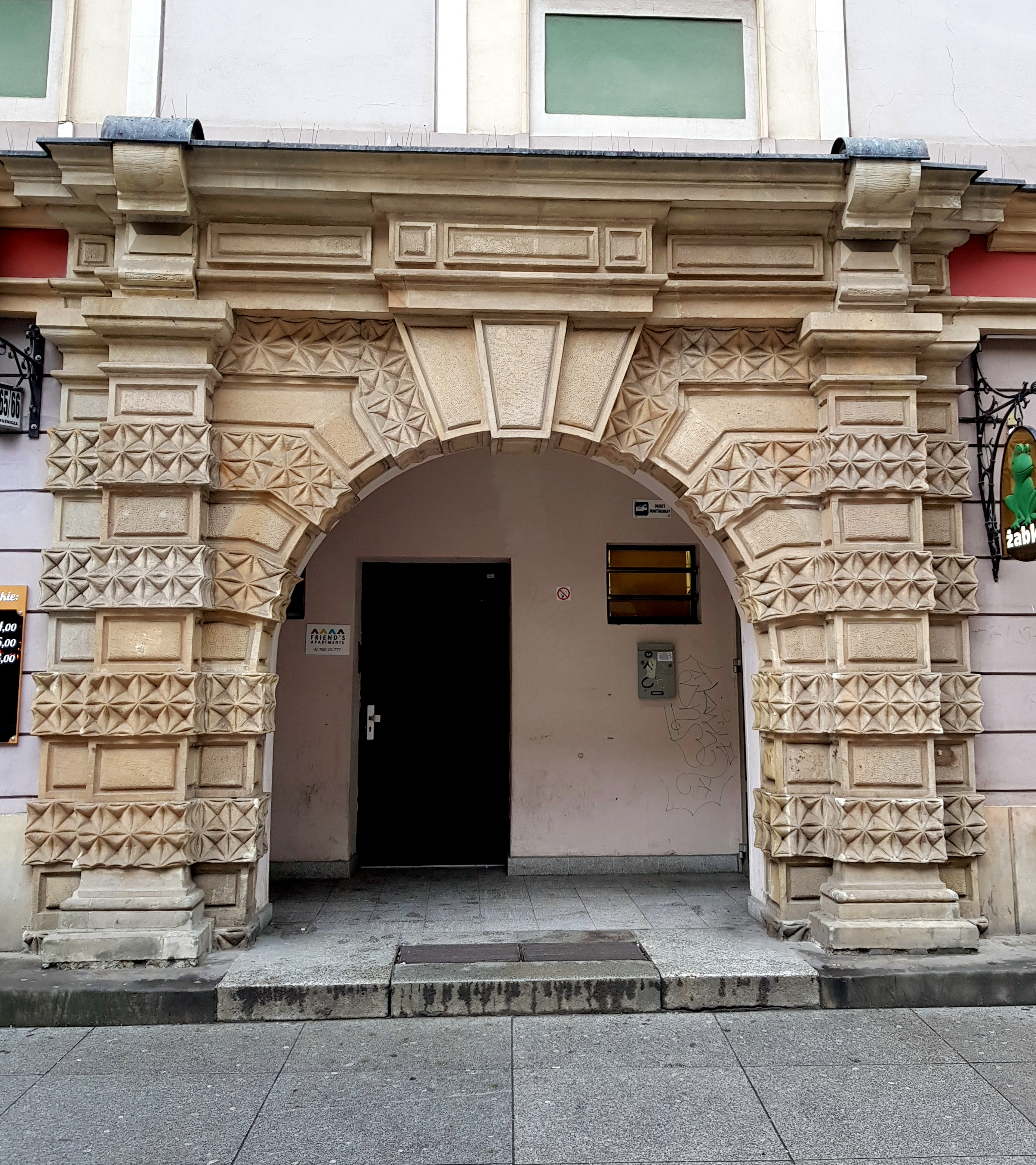
Portal forteczny w elewacji kamienicy

Podczas działań wojennych w 1945 roku ciąg kamienic od numeru 60 do 66 uległa poważnym zniszczeniom. Jedynie renesansowa kamienica nr 60 nadawała się do odrestaurowania; pozostałe budynki zostały wyburzone, w tym kamienica nr 65 i 66. W latach 1954–1956 w ich miejsce wzniesiono skromne klasycystyczne, czteroosiowe kamienice według projektu architekta Emila Kaliskiego. Kamienice zostały cofnięte o jeden trakt względem pierwotnej linii zabudowy.
W kamienicę nr 65 wbudowano duży renesansowy portal pochodzący pierwotnie z umocnień miejskich; być może służył jako obramienie bramy kazamatowej. Portal datowany jest na 1595 rok a jego wykonanie przypisuje się Hansowi Schneiderowi von Lindau. W drugiej połowie XIX wieku, po rozebraniu umocnień Wrocławia, portal został wstawiony w fasadę kamienicy znajdującej się przy ulicy Najświętszej Marii Panny 2. W 1945 roku kamienica uległa zniszczeniu a uratowany portal został wstawiony w elewację kamienicy nr 65 przy ul. Kuźniczej. Portal posiada szeroki łuk nad otworem bramnym a po obu jego stronach znajdują się pilastry. Całość opięte jest wykrępowanym masywnym boniowaniem, na których widoczne są wytłaczane motywy przypominające te z portalu Bastionu Ceglarskiego i z zamku w Oleśnicy. Nad portalem znajduje się belkowanie wyraźnie wysunięte nad masywnym zwornikiem i zamknięte wolutowymi klamrami.